# Ocnosispa humerosa
Ocnosispa humerosa is een keversoort uit de familie bladkevers (Chrysomelidae). De wetenschappelijke naam van de soort werd in 2002 gepubliceerd door Staines.